# 淨智寺
35°20′0.2″N 139°32′47″E / 35.333389°N 139.54639°E
淨智寺（日语：／ Jōchi-ji */?）是位在日本神奈川縣鎌倉市的臨濟宗圓覺寺派寺院，鎌倉五山第四位，山號「金峰山」。本尊三世佛（阿彌陀如來・釋迦如來・彌勒如來），開基（創立者）為北條師時。1966年以「淨智寺境內」被指定為國之史跡。

## 關連項目
- 澁澤龍彥（日本作家，逝世後葬於此）

## 外部連結
- 國指定文化財等データベース （页面存档备份，存于）